# Eolucanus pani
Eolucanus pani là một loài bọ cánh cứng trong họ Kẹp kìm. Loài này được Huang mô tả khoa học năm 2006.